# Silvia González Pantoja
Silvia González Pantoja (Sevilla, 11 de maig de 1969), coneguda artísticament com a Sylvia Pantoja o simplement Sylvia, és una cantant espanyola. És cosina dels també cantants Chiquetete i Isabel Pantoja.
Sylvia Pantoja es va introduir en el món de l'espectacle essent encara una adolescent, de la mà del seu cosí Chiquetete. Poc després començaria la seva carrera discogràfica amb l'àlbum 18 primaveras, al qual s'hi afegirien durant els següents anys Sin Cadenas, Sylvia i altres. L'any 2000 va actuar al Festival OTI de la Cançó i quedà en quarta posició amb la cançó Volver al sur.
També han estat nombroses les seves participacions a televisió com a col·laboradora o convidada en alguns programes, entre els quals destaca Mania de TV3 (Televisió de Catalunya), on va interpretar clàssics com Cabaret o New York, New York en català. També ha fet aparició al cinema de la mà de Juan Antonio Muñoz a la pel·lícula Ekipo ja.

## Àlbums
- 18 primaveras (1987)
- Sin cadenas
- Sylvia (àlbum musical) (1994)
- Secreto de confesión (2002)
- Con luz propia (2004)
- A favor del viento (2008)

## Filmografia
Televisió
- La selva de los famoS.O.S. (2004, Antena 3) com concursant.
- Ankawa (2005, La 1) com invitada.
- El club de Flo (2007, LaSexta) com concursant.
- Se llama copla (2008-2009), 2011, Canal Sur) com jurat/invitada especial a la gal·la UNICEF.
- ¡Ahora caigo! (2011, Antena 3) com a invitada a l'especial de famosos.
- Tu cara me suena (2011, Antena 3) com concursant finalista.

Cinema
- Ekipo Ja (2007) de Juan Antonio Muñoz.